# Cima di Gagnone
Die Cima di Gagnone ist ein 2518 m ü. M. hoher Berg in den Lepontinischen Alpen im Schweizer Kanton Tessin. Er befindet sich südlich des Passo di Gagnone und bildet die Grenze zwischen dem Verzascatal und dem Valle Leventina.
Er wird auf der 9. Etappe der Via Alta Idra und der 2. Etappe der Via Alta della Verzasca zwischen der Capanna Cornavosa und der Capanna d’Efra überschritten. 
Der Gagnone ist durch sein vielfältiges Gestein weltbekannt, weil hier Mineralien aus 100 Kilometern unter der Erdkruste bis an die Oberfläche gelangten.

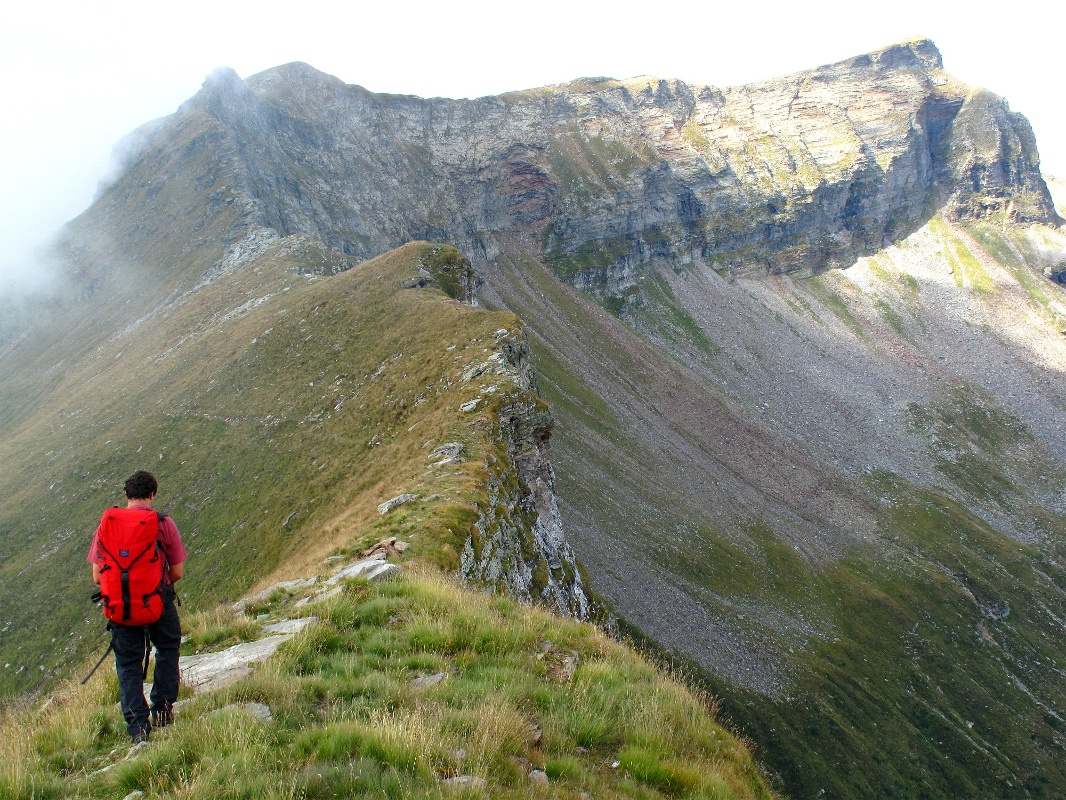
Cima di Gagnone